# Elisabeth Pihela
Elisabeth Pihela (15 de marzo de 2004) es una deportista de Estonia que compite en atletismo. Ganó una medalla de bronce en el Campeonato Europeo Sub-20 de 2021 y otra de plata en el Campeonato Europeo Sub-20 de 2023, ambas en la prueba de salto de altura.